# Alena Dylko
Alena Dylko –en bielorruso, Алена Дылько; en ruso, Елена Дылько, Yelena Dylko– (Kosava, 14 de septiembre de 1988) es una deportista bielorrusa que compitió en ciclismo en la modalidad de pista, especialista en la prueba de persecución por equipos.
Ganó dos medallas de bronce en el Campeonato Europeo de Ciclismo en Pista, en los años 2011 y 2012.
Participó en los Juegos Olímpicos de Londres 2012, ocupando el séptimo lugar en la prueba de persecución por equipos.

## Medallero internacional
| Campeonato Europeo | Campeonato Europeo       | Campeonato Europeo | Campeonato Europeo      |
| Año                | Lugar                    | Medalla            | Competición             |
| ------------------ | ------------------------ | ------------------ | ----------------------- |
| 2011               | Apeldoorn (Países Bajos) | Medalla de bronce  | Persecución por equipos |
| 2012               | Panevėžys (Lituania)     | Medalla de bronce  | Persecución por equipos |